# 34316 Christineleo
34316 Christineleo è un asteroide della fascia principale. Scoperto nel 2000, presenta un'orbita caratterizzata da un semiasse maggiore pari a 2,3561461 au e da un'eccentricità di 0,1333378, inclinata di 6,44260° rispetto all'eclittica.